# Stefania roraimae
Stefania roraimae es una especie de anfibio anuro de la familia Hemiphractidae.

## Distribución geográfica
Esta especie es endémica de Guyana. Habita entre los 1234 y 1550 m sobre el nivel del mar en las montañas Roraima, Ayanganna y Wokomung.

## Descripción
El holotipo femenino mide 46 mm.

## Etimología
El nombre de su especie le fue dado en referencia al lugar de su descubrimiento, el Monte Roraima.

## Publicación original
- Duellman & Hoogmoed, 1984 : The taxonomy and phylogenetic relationships of the hylid frog genus Stefania. Miscellaneous Publication, Museum of Natural History, University of Kansas, vol. 75, p. 1–39[5]